# 355 Gabriella
355 Gabriella eller 1893 E är en asteroid i huvudbältet, som upptäcktes 20 januari 1893 av den franske astronomen Auguste Charlois. Den har fått sitt namn efter den franska astronomen Gabrielle Renaudot Flammarion.
Asteroiden har en diameter på ungefär 24 kilometer och den tillhör asteroidgruppen Astraea.